# Haisusaari (ö i Södra Savolax)
Haisusaari är en ö i Finland. Den ligger i sjön Kylliönjärvi och i kommunen Puumala. Sjön Kylliönjärvi ligger i sin tur på ön Viljakansaari i sjön Pihlajavesi (del av Saimen) och i den ekonomiska regionen  S:t Michel och landskapet Södra Savolax, i den södra delen av landet, 240 km nordost om huvudstaden Helsingfors. Öns area är 2,4 hektar och dess största längd är 240 meter i nord-sydlig riktning.